# Fédération française et belge des tramways
La Fédération française et belge des tramways est un holding créée en 1898 à Bruxelles en Belgique, pour construire et exploiter des réseaux de tramways. Elle disparaît en 1923 remplacée par la Fédération d’entreprises de transports et d’électricité.
Le fondateur de la Société est le baron Édouard Empain
Elle administrait les réseaux suivants:
- Tramway de Boulogne-sur-Mer
- Chemin de fer  Bayonne-Anglet-Biarritz
- Tramway Bayonne-Lycée-Biarritz
- Chemin de fer de Pau-Oloron-Mauléon